# جو س. ديفيس جونيور
جو س. ديفيس جونيور (بالإنجليزية: Joe C. Davis, Jr.)‏ هو لاعب كرة مضرب أمريكي، ولد في 15 يونيو 1919 في سينسيناتي في الولايات المتحدة، وتوفي في 20 مايو 2007 في ناشفيل في الولايات المتحدة.